# Lukács (keresztnév)
A Lukács a latin Lucas névből ered, melynek jelentése: lucaniai férfi.

## Gyakorisága
Az 1990-es években szórványos név, a 2000-es években nem szerepel a 100 leggyakoribb férfinév között.

## Névnapok
- február 17.[2]
- október 18.[2]

## Híres Lukácsok
„Lukács” utónevű személyek szócikkeinek listája a Wikidata alapján
- Lukács evangélista
- Bánfi Lukács esztergomi érsek
- Luc Besson francia filmrendező
- Lucas Colb evangélikus lelkész
- Lucas Cranach német festő
- Csilich Lukács kapisztrán rendi szerzetes
- Jean-Luc Godard francia filmrendező
- Lukas Graffius erdélyi szász evangélikus püspök
- Lukas Hermann erdélyi szász evangélikus püspök
- Luca Pacioli olasz matematikus
- Szabó Lukács politikus
- Túrós Lukács mesterszakács, szakíró
- Lucas Unglerus erdélyi szász evangélikus püspök
- Lucas di Grassi Formula–1-es pilóta
- Bicskey Lukács színész, rendező

## Egyéb Lukácsok
Használatos vezetéknévként is, Magyarországon a 35. leggyakoribb családnév.